# Razumov (cráter)

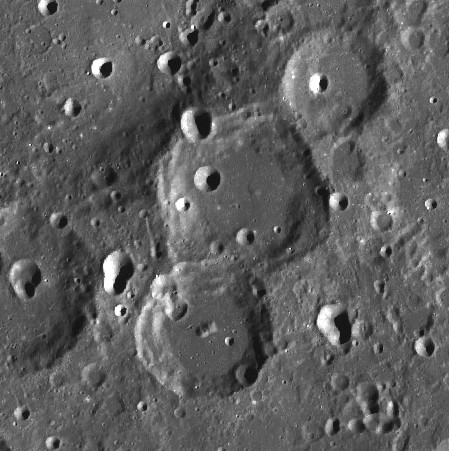
Fotografía de la misión Lunar Reconnaissance Orbiter

Razumov es un cráter de impacto perteneciente a la cara oculta de la Luna, más allá del terminador noroccidental de acuerdo a como se observa desde la Tierra. Se encuentra en el borde exterior sureste de la llanura amurallada de Landau. El cráter ligeramente más pequeño Petropavlovskiy invade parcialmente el borde sur de Razumov. Al oeste-suroeste se halla Frost.
|  |  |

Este cráter tiene un borde exterior desgastado, con un pequeño cráter en el sector noroeste del brocal, que muestra protuberancias hacia el norte-noreste y hacia el este-sureste. El suelo interior tiene un pequeño cráter en la mitad occidental y pequeños cráteres en los bordes occidental y meridional. Por lo demás, solo está marcada por unos diminutos cráteres.

## Cráteres satélite
Por convención estos elementos son identificados en los mapas lunares poniendo la letra en el lado del punto medio del cráter que está más cercano a Razumov.
|         | \| Razumov \| Coordenadas \| Diámetro \| \| ------- \| ------------------------------- \| -------- \| \| C \| 40°48′N 112°24′O / 40.8, -112.4 \| 48 km \| |          |
| Razumov | Coordenadas | Diámetro |
| C       | 40°48′N 112°24′O / 40.8, -112.4 | 48 km    |